# 柯蒂斯獵鷹
柯蒂斯獵鷹（英語：Falcon）是一款由柯蒂斯飛機與發動機公司研製的雙翼攻擊機。該機具有許多子系列，包括O-1/O-11觀察機以及BT-4教練機。
美國海軍最初將其改造成戰鬥轟炸機，名稱為F8C Falcon，然後作為第一批美國海軍陸戰隊俯衝轟炸機，名稱 Helldiver。 後來的兩代柯蒂斯俯衝轟炸機也被命名為「Helldiver」。
該型號於1925年推出，並在美國一線服役直至1934年。

## 發展

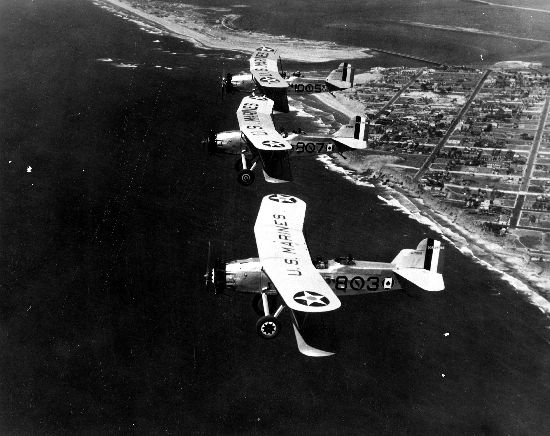
飛行中的Curtiss OC-2, c. 1929

1924年，獵鷹XO-1原型機與其他11架原型機由美國陸軍航空兵團進行評估，XO-2成為該標案的獲勝者。因此，柯蒂斯改用Packard 1A-1500發動機，並進行相關的重新設計。雖然該設計在1925年的試驗中獲勝，然而該發動機的性能並未達到陸軍預期，因而陸軍後續訂購的O-1改用柯蒂斯V-1150發動機。.
該飛機採用傳統的不等跨雙翼飛機設計，機翼使用木質，而機身則採用鋁管和鋼拉桿支撐建造。起落架是固定的，尾翼原來有一個後滑的平衡舵，後來改為尾輪。

## 型號

### 美國陸軍航空兵團

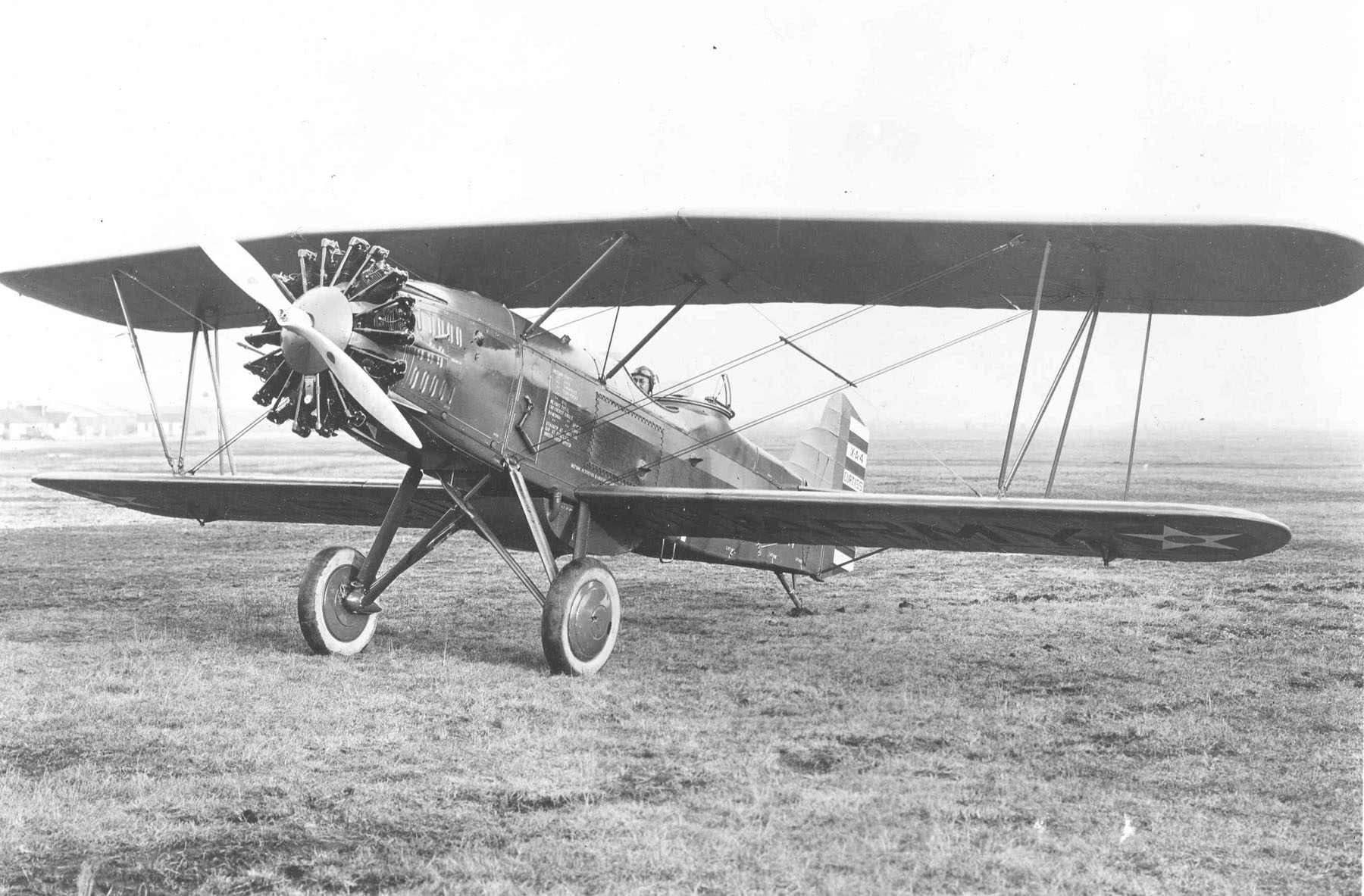
Curtiss XA-4 Falcon

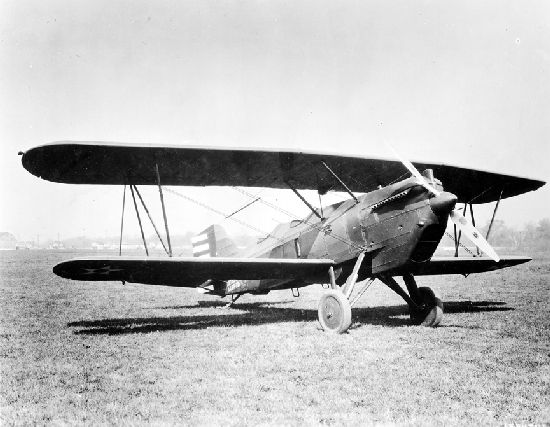
XBT-4

A-3Model 44，O-1B的攻擊機版本，裝配0.30 in (7.62 mm)機槍和200200 lb (91 kg)的炸彈，共66架
A-3A6架改裝成教練機的A-3
A-3BModel 37H，O-1E的攻擊機版本，裝配6挺機槍，共78架
XA-4一架裝配普惠R-1340-1發動機的A-3，1932年3月報廢，但該型號成為海軍後續型號的基礎
A-5預計裝配柯蒂斯V-1570挑戰者的版本
A-6預計裝配柯蒂斯V-1640酋長的版本
XBT-4Model 46，一架由O-1E改裝成的教練機
XO-1採用自由12A發動機的原型機，之後改用Packard 1A-1500，共1架
O-1Model 37A，雙座觀察機，為第一款量產版本，共10架，其中一架改裝成 O-1 SpecialVIP運輸機
O-1A雙座觀察機，採用自由發動機的雙座觀察機版本，共1架
O-1BModel 37B，第一款量產版本，採用柯蒂斯D-12D發動機，原先下單45架，後共25架建成，剩餘的20架成為A-3
O-1C4架由O-1B改裝成VIP運輸
O-1EModel 37I，採用一具柯蒂斯D-12E發動機，共41架
O-1FModel 37J，1架由O-1E改造成VIP運輸的版本
O-1GModel 38, final O-1 variant, powered by a 712 hp（531 kW） 萊特R-1820旋風引擎，共30架
XO-112架由O-1改裝而成的實驗機
O-11採用O-1機身並改用自由V-1650發動機，67架，與O-1同時開工
XO-121架由XO-11重新命名而成的XO-12
XO-13一架為參加1927年全國飛行競賽採用挑戰者發動機的O-1
XO-13A第二架XO-13，裝配機翼蒙皮散熱器。
O-13B一架採用挑戰者發動機的O-1C，作為觀察機參與測試
YO-13C3架採用征服者直驅引擎的TO-1E
YO-13D一架配備增壓征服者引擎的O-11
XO-16一架裝備普雷斯頓冷卻系統的O-11
XO-18一架使用柯蒂斯H-1640酋長發動機的O-1B
Y1O-26一架O-1E配備征服者齒輪傳動引擎的版本
O-39採用挑戰爭發動機和遮蓋駕駛艙的O-1G，共10架

### 美國海軍和海軍陸戰隊

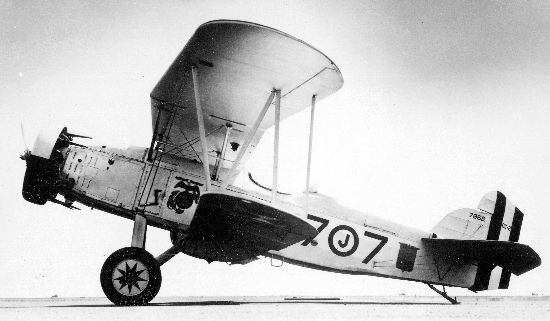
海軍陸戰隊的Curtiss OC-2 Falcon, c. 1929

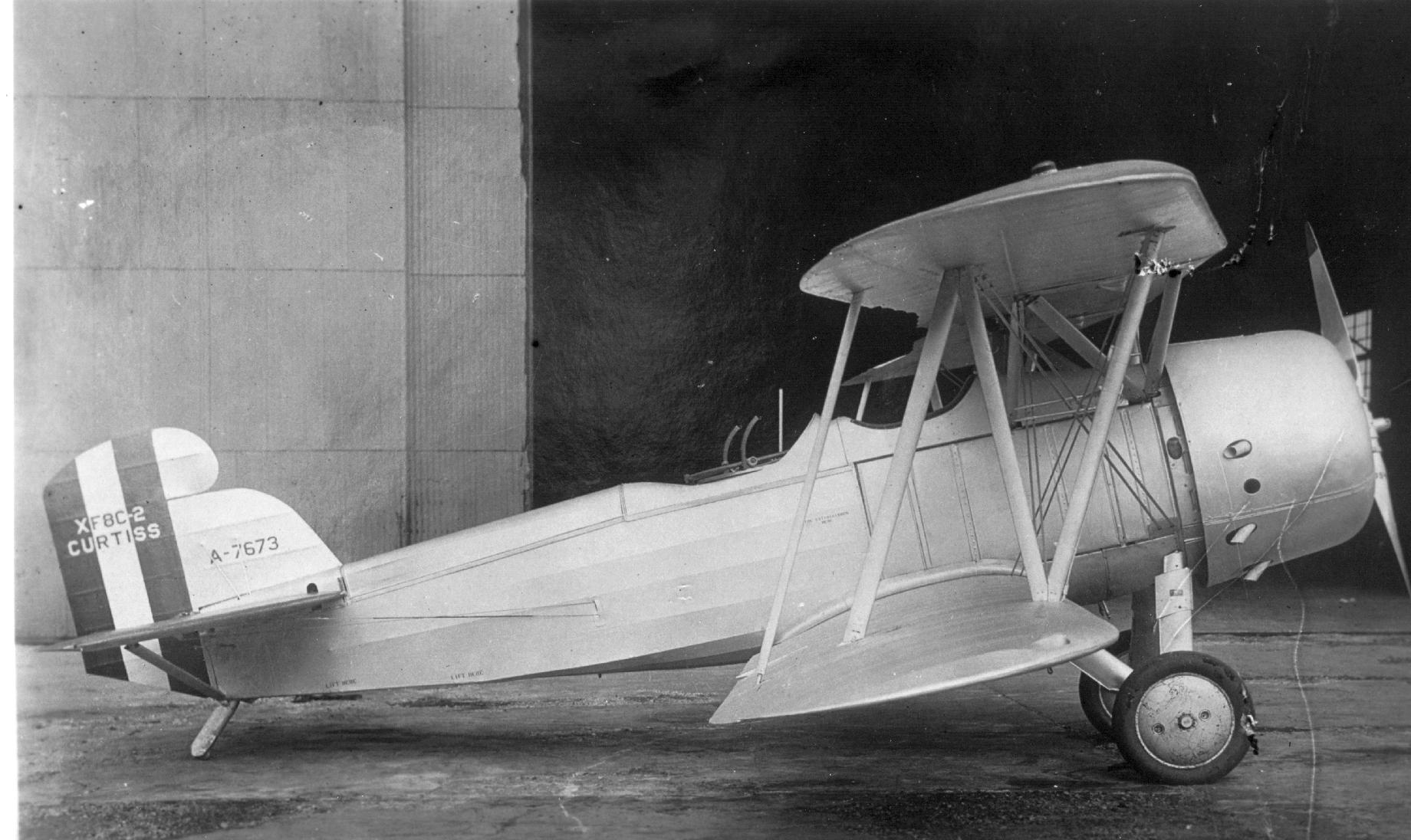
XF8C-2原型機

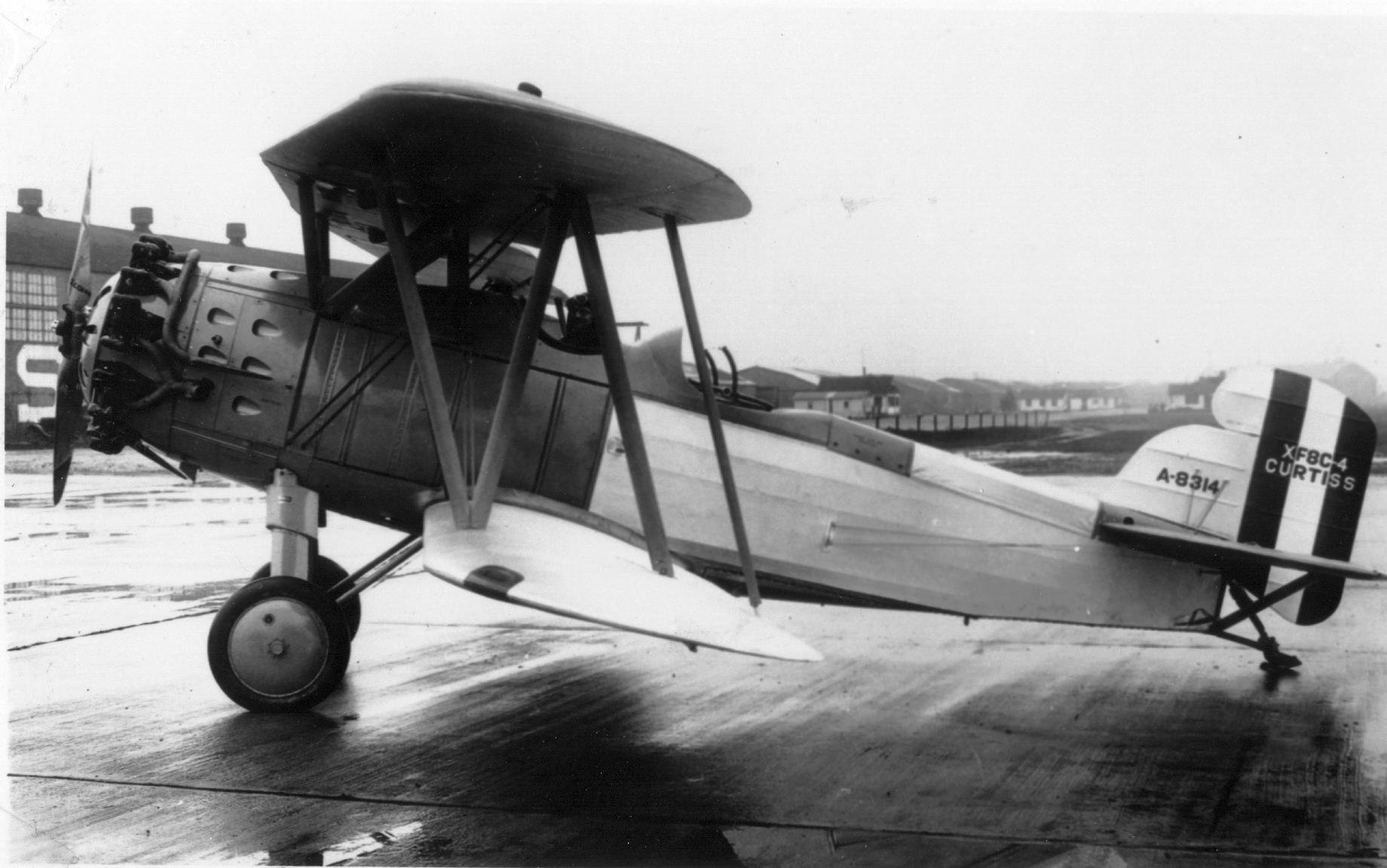
XF8C-4原型機

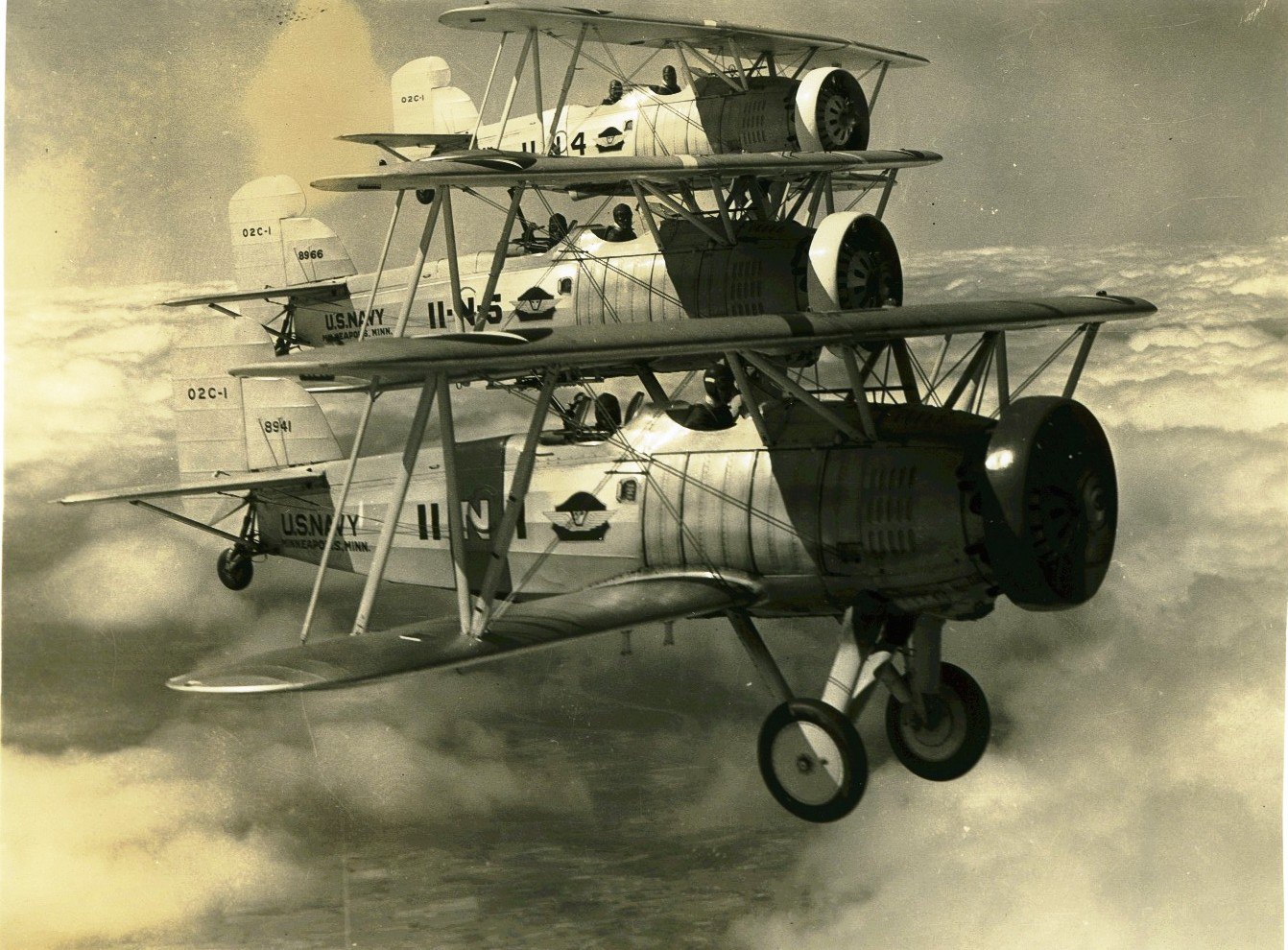
Curtiss F8C-5 Formation, circa 1930

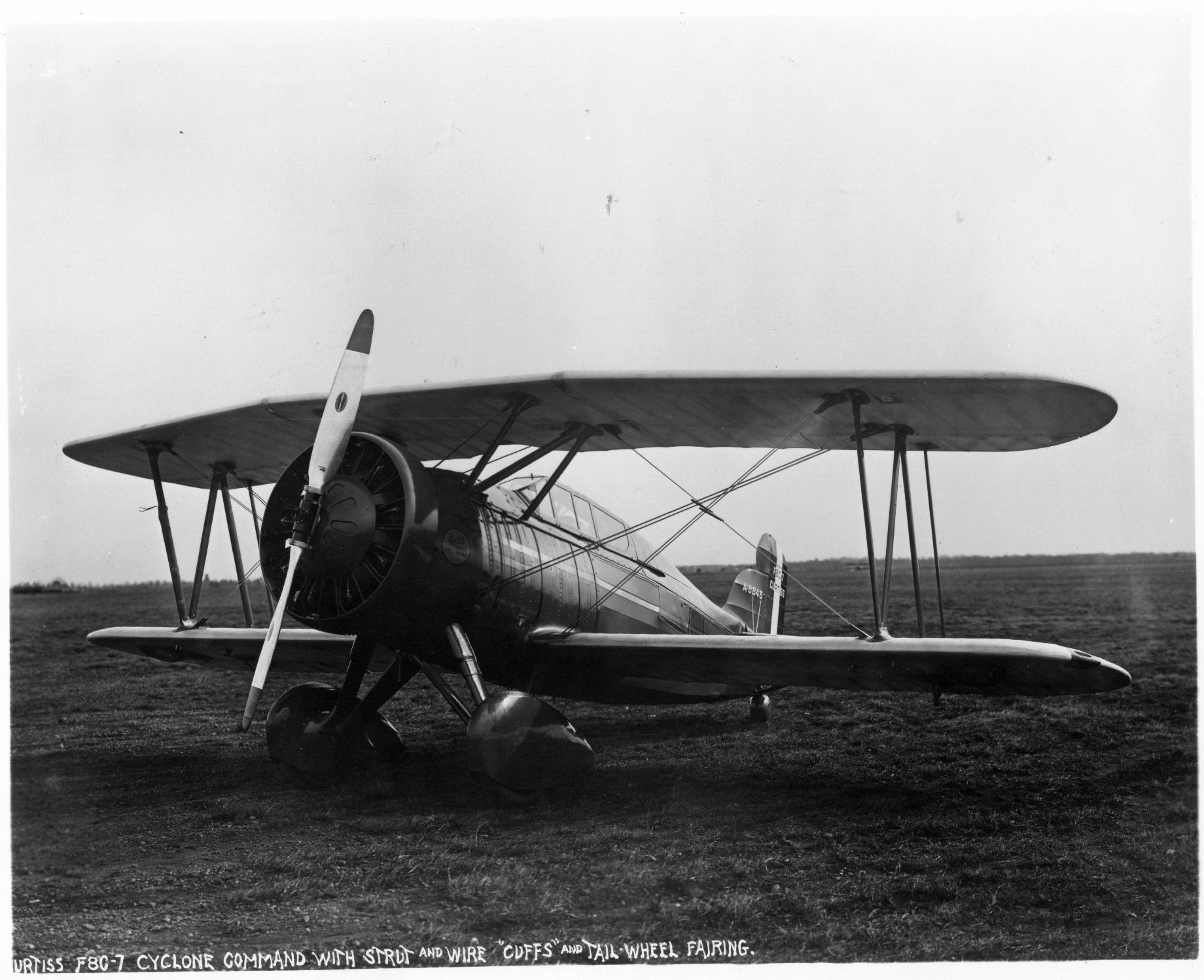
XF8C-7

A-3 HelldiverXF8C-8的註冊名稱，未被海軍採用
A-4 HelldiverXF8C-8的民用版本，供海軍助理部長大衛·英格斯使用。後來重新命名為XF8C-7
XF8C-1Model 37C，由XO-12發展而成的版本，共2架
F8C-1 Falcon採用普惠R-1340發動機的Model 37C，共4架於1928年建成，做為輕型轟炸機、戰鬥機和觀察機，後來重新命名為OC-1
XF8C-2Model 49，F8C Helldiver的一款原型機，於工廠試飛時墜毀
F8C-3 Falcon第二批生產的海軍獵鷹；1928年為海軍/陸戰隊建造的21架，後來重新命名為OC-2
XF8C-4第二架Helldiver原型機，採用改良的尾橇組件
F8C-4 HelldiverModel 49B，用於美國海軍/美國海軍陸戰隊的生產型俯衝轟炸機；共25架，後來命名為O2C
F8C-5 HelldiverModel 49B環形整流罩；共63架建於1930-31年，後來指定為O2C-1
XF8C-6兩架改裝增壓器、縫翼和襟翼的F8C-5；一架後來被修改為O2C-2
XF8C-7A-4 Helldiver的重新命名，後來重新命名為XO2C-2
XF8C-8兩架採用頂篷封閉式前座艙的原型機，後來重新命名為O2C-2
O2C-1 Helldiver重新命名的63架F8C-5;並於1931年又生產30架
O2C-2 Helldiver重新命名的XF8C-8以及一架XF8C-6
XOC-3一架裝配酋長發動機的XF8C-1原型機
XF10C-1採用R-1510發動機的O2C-2，後重新命名成XS3C-1

### 民用和外貿型號
Civil Falcon共20架郵政飛機
Export FalconSouth American D-12 Falcon。水上飛機版本的O-1B賣到哥倫比亞共超過15架。另外10架Model 35F賣給秘魯.
Colombia Cyclone Falcon智利獲得製造權限的O-1E，10架之後賣給巴西。1架作為抵押交給巴拉圭
Bolivia Cyclone Falcon與Colombia Cyclone Falcon類似，總共為玻利維亞製造了九架

## 使用國

### 軍事用戶
玻利维亚
- 玻利維亞空軍（英语：Bolivian Air Force）

 巴西
- 聖保羅軍警局（英语：Military Police of São Paulo State）
- 巴西空軍

 智利
- 智利空軍

 哥伦比亚
- 哥倫比亞航空部隊（英语：Colombian Aerospace Force）

 芬兰
- 芬蘭空軍

 巴拉圭
- 巴拉圭空軍（英语：Paraguayan Air Force）

 秘魯
- 秘魯空軍（英语：Peruvian Air Force）

 菲律賓
- 菲律賓陸軍航空兵團（英语：Philippine Army Air Corps）

 美国
- 美國陸軍航空兵團
- 美國海軍陸戰隊
- 美國海軍

### 民營用戶
美国
- 國家航空運輸（英语：National Air Transport）